# Едгар (Вісконсин)
Едгар (англ. Edgar) — селище (англ. village) в США, в окрузі Марафон штату Вісконсин. Населення — 1439 осіб (2020).

## Географія
Едгар розташований за координатами 44°55′22″ пн. ш. 89°57′46″ зх. д. / 44.92278° пн. ш. 89.96278° зх. д. (44.922746, -89.962766).  За даними Бюро перепису населення США в 2010 році селище мало площу 4,69 км², уся площа — суходіл. В 2017 році площа становила 4,30 км², уся площа — суходіл.

## Демографія
Згідно з переписом 2010 року, у селищі мешкало 1479 осіб у 597 домогосподарствах у складі 414 родин. Густота населення становила 315 осіб/км².  Було 635 помешкань (135/км²).
Расовий склад населення:
| - 97,4 % — білих - 0,4 % — корінних американців - 0,4 % — чорних або афроамериканців - 0,2 % — вихідців з тихоокеанських островів - 0,2 % — азіатів |

До двох чи більше рас належало 0,6 %. Частка іспаномовних становила 2,0 % від усіх жителів.
За віковим діапазоном населення розподілялося таким чином: 27,7 % — особи молодші 18 років, 58,0 % — особи у віці 18—64 років, 14,3 % — особи у віці 65 років та старші. Медіана віку мешканця становила 37,3 року. На 100 осіб жіночої статі у селищі припадало 97,2 чоловіків;  на 100 жінок у віці від 18 років та старших — 93,5 чоловіків також старших 18 років.
Середній дохід на одне домашнє господарство  становив 57 933 долари США (медіана — 51 397), а середній дохід на одну сім'ю — 63 316 доларів (медіана — 59 464). Медіана доходів становила 43 571 долар для чоловіків та 31 384 долари для жінок. За межею бідності перебувало 18,8 % осіб, у тому числі 32,6 % дітей у віці до 18 років та 14,7 % осіб у віці 65 років та старших.
Цивільне працевлаштоване населення становило 817 осіб. Основні галузі зайнятості: виробництво — 26,8 %, освіта, охорона здоров'я та соціальна допомога — 22,8 %, роздрібна торгівля — 13,0 %, фінанси, страхування та нерухомість — 7,6 %.